# Albert Häberling
Albert Häberling (* 5. September 1919 in Affoltern am Albis; † 8. April 2012 in Uster) war ein Schweizer Komponist und Dirigent.

## Leben
Er absolvierte sein Studium von 1947 bis 1953 an der Musikakademie in Zürich bei Robert Blum Kontrapunkt und Komposition, Schulmusik, Chor- und Blasorchesterdirektion, Klavier und diverse Blasinstrumente.
Nach seinem Studium begann er seine musikalische Laufbahn als Chor- und Orchesterdirigent in Flawil, Kanton St. Gallen. 1955 gestaltete er als Dirigent der Stadtmusik Uster die damalige Knabenmusik in eine Musikschule um. 1956 gründete er die Arbeitstage für Blasmusik, die sich danach unter dem Titel Internationale Festliche Musiktage für zeitgenössische Blasorchesterwerke in Uster als weltweites Forum für zeitgenössische Blasmusik entwickelt haben.
1958 gründete er das Zürcher Blasorchester, das vornehmlich für Radioproduktionen eingesetzt wurde. Als verantwortlicher Redakteur beim Radio DRS, Studio Zürich, hat er massgeblich zu einer Geschmacksbildung in weiten Kreisen der Musizierenden und Zuhörer beigetragen und so den Nährboden für fundierte und seriöse Arbeit in den Blasorchestern seines Landes gelegt. Die Tätigkeit als Programmgestalter und Dirigent übte er von 1958 bis 1984 aus. 1977 wurde ihm der Stephan-Jaeggi-Preis verliehen, 1989 erhielt er den Kulturpreis der Stadt Uster. Kompositorisch steht er dem Neo-Klassizismus nahe.

## Werke (Auswahl)

### Werke für Orchester
- 1984 Sinfonia für Streichorchester, opus 70
- 1985 Konzertmusik für Oboe, Streichorchester und Pauken, opus 76

### Werke für Blasorchester
- 1938 Frisch vorwärts, opus 1, Marsch für Blasorchester
- 1943 Kampf der Zeit opus 3, Sinfonischer Marsch für Blasorchester
- 1947 Ad multos annos opus 4, Marsch für Blasorchester
- 1953 Burleske für Blasorchester, opus 8
- 1954 Toggenburger Marsch für Blasorchester, opus 11
- 1956 Zürcher Schützenmarsch für Blasorchester, opus 16
- 1956 Konzert für Horn und Blasorchester opus 17
- 1959 Tänze aus Graubünden opus 22, Suite über alte Volkstänze
- 1962 Uster-Suite opus 25
- 1964 Kontraste für Blasorchester, opus 26
- 1965 Uster-Marsch opus 32
- 1966 Schweizerhof-Marsch opus 33
- 1967 Splügen-Marsch opus 37
- 1967 Oberländer Schottisch
- 1967 Suite Romande
- 1971 Sinfonietta für Blasorchester, opus 47
- 1974 Movimenti für Blasorchester, opus 50
- 1975 Fera Konzertmarsch für Blasorchester, opus 51
- 1975 Hans Betschart-Marsch opus 56
- 1976 Musik zu einer Pantomime
- 1977 Spielarten opus 55
- 1978 Kleine Blasorchestermusik
- 1979 Volkstanz-Parodien für Blasorchester, opus 57
- 1979 Begegnung mit Spielern opus 58, für verschiedene Instrumentengruppen (Vom Quartett bis hin zur vollen Besetzung)
- 1979 Stadtpräsident Walter Flach-Marsch opus 59
- 1980 JMZ 11 (Jugendmusik Zürich 11) – Journey 80 opus 60
- 1980 Brigadier Mario Oss-Marsch opus 61
- 1980 Reflexionen opus 61, Musik nach Sprichwörtern – für gemischten Chor und Blasorchester
- 1981 Seleger Moor-Marsch opus 63
- 1982 Divertimento classico opus 66
- 1983 Konzertmusik opus 67, für Klarinette und Blasorchester
- 1984 Divertimento popolare für Blasorchester, opus 72
- 1984 Militärmarsch Nr. 1 für Blasorchester, opus 73
- 1984 Gruss an Eisenbach Marsch für Blasorchester, opus 74
- 1984 Konfrontationen – Musik über antike Sprüche – für Sopransolo, Männerchor und Blasorchester, opus 75
- 1985 Ländliche Tänze für Blasorchester, opus 78
- 1986 Fragmente für Blasorchester, opus 80
- 1987 Impulse Musik für die Jugend, opus 81
- 1987 Capriola Fantasia für Blasorchester, opus 84
- 1988 Affetto Sinfonische Musik für Blasorchester, opus 87
- 1988 Brass Band Music für Blechbläser, opus 88
- 1989 Fanfare und Choral für Blasorchester, opus 91
- 1989 Tiroler Impressionen für Blasorchester, opus 92
- 1989 Begegnung für Orgel und Blasorchester
- 1990 Zürcher Festmusik (s Tüpfli uf em I) für vielerlei Instrumente und Chöre, opus 93 – Text von Hans Peter Treichler
- 1990 Hymnus Altorf monachorum für Blasorchester, opus 96
- 1991 Ruhe und Unruhe Musik für Gemischten Chor und Blasorchester, opus 99
- 1992 Evolutionen für Blasorchester, opus 102
- 1992 Invention für Blasorchester, opus 103
- 1993 Marciaissimo für Blasorchester, opus 106
- 2004 Spiegelungen für 11 Blechbläser (Horn in F, Trompete 1 in B, Trompete 2 in B, Trompete 3 in B, Trompete 4 in B, Trompete 5 in B, Posaune 1, Posaune 2, Posaune 3, Posaune 4, Tuba in B) und Orgel, opus 110
- Engadina Mazurka
- Preludio in B

### Werke für Kammermusik
- 1949 Kleine Suite im alten Stil für drei Streicher und 3 Bläser
- 1956 Neue Kammermusik für Klarinetten für 4 Klarinetten
- 1965 Toccata und Choral für 2 Trompeten, 2 Posaunen und Orgel, opus 31
- 1969 Musik für fünf Bläser opus 42 (2 Klarinetten, 2 Trompeten, Fagott)
- 1976 Miniaturen opus 53, für Oboe, Bratsche und Klavier
- 1982 Clarinetissimo five pieces for seven instruments, opus 65, für sieben Klarinetten (Klarinette in Es, Klarinette 1 in B, Klarinette 2 in B, Klarinette 3 in B, Alt-Klarinette in Es, Bass-Klarinette in B, Kontra-Alt-Klarinette in Es, [Kontra-Bass-Klarinette in B] ad lib.)
- 1983 Musik für Saxophonquartett opus 68, für Sopran-Saxophon, Alt-Saxophon in Es, Tenor-Saxophon, Bariton-Saxophon
- 1984 Aphorismen opus 69 für Flöten-Orchester oder andere Instrumente
- 1984 Musik für Trompeten opus 71
- 1985 Ländler und Allemander für 2 Trompeten (Kornett), Horn Es und Euphonium, opus 77
- 1987 Dialog für Oboe (Flöte) und Orgel, opus 82
- 1987 Quintett für zwei Trompeten, Horn, Posaune, Tuba, opus 83
- 1987 Musik für Violine und Flöten-Orchester oder Bläserquintett opus 86
- 1989 Tänze im ländlichen Stil für neun Blasinstrumente (Flöte, Oboe, Klarinette, Fagott, Horn in F, Trompete 1 in B, Trompete 2 in B, Posaune 1 in C, Posaune 2 in C), opus 89
- 1990 Musik für Flöten-Orchester (Flöte 1, Flöte 2, Flöte 3, Alt-Flöte in G, Bass-Flöte) opus 94
- 1990 Musik für Bläserquintett opus 97
- 1991 Musik für Flöte und Klavier/Duettmusik für Flöte und Klavier opus 98
- 1991 Danza rituale per 10 strumenti (Flöte, Oboe, Klarinette in B, Fagott 1, Fagott 2, Horn in F, Trompete 1 in B, Trompete 2 in B, Posaune 1, Posaune 2), opus 100
- 1991 Musik für 4 Bläser opus 101
- 1992 Musik für Bassetthorn oder Englischhorn und 6 Holzblasinstrumente opus 104
- 1992 Meditation über den Choral „Nun danket alle Gott“ opus 105
- 1998 4 Sätze für 12 Spieler opus 109
- 2008 "Dialog" für Violine und Harfe

### Chormusik
- 1969 Drei Kalendersprüche opus 43, für gemischten Chor und 4 Bläser (Trompete 1 in B, Trompete 2 in B, Posaune 1 in C, Posaune 2 in C)
- 1974 Die Rennbahn des Lebens opus 49, altindischer Weisheitsspruch für Gemischten Chor und Instrumente (Blasinstrumente und Schlagzeug)
- 1981 Kleines Liebeslied opus 64, für Männerchor
- 1986 Das innere Lied für Frauenchor, opus 79
- 1987 Sechs Wörter für gemischten Chor und Schlaginstrumente, opus 85
- 1990 Psalm 117 „Lobet den Herrn“ für gemischten Chor, opus 95
- 1993 Quartierlied Rehbüel-Hegetsberg für Chor, opus 107 – Text von Hans Thalmann
- 1994 Psalm 121 für gemischten Chor und 3 Instrumente (Streicher oder Bläser), opus 108
- Ein grünes Blatt für Männerchor – Text von Theodor Storm